# Wilhelm Louis Löwe
Wilhelm Louis Löwe, född 6 november 1815 i Pegau, död 7 oktober 1882 i Stockholm, var en svensk flöjtist.

## Biografi
Wilhelm Louis Löwe föddes 6 november 1815 i Pegau. Han anställdes 1 juli 1846 som flöjtist vid Kungliga Hovkapellet i Stockholm och slutade där den 1 juli 1847. 1855 arbetade han som oboist vid Kungliga livgardet i staden. Löwe gifte sig med Emma Aurora Tersérus (född 1824). De fick tillsammans dottern Alma Louise (född 1853). Familjen bodde från 1878 i Tyska S:ta Gertruds församling, Stockholm. Löwe avled 7 oktober 1882 i Stockholm.